# Національна галерея Вікторії
Національна галерея Вікторії (англ. National Gallery of Victoria — музей і картинна галерея, розташована у місті Мельбурн, Австралія. Це найстаріша, а також найбільша художня галерея в Австралії.

## Історична назва
Історична назва музейного закладу виникла у десятиліття, коли «Вікторія» була окремим державним утворенням доби англійського колоніалізму. З включенням колонії «Вікторія» у Співдружність Австралія назва сприймається анахронізмом, оскільки «Вікторія» не є суверенною державою.

## Історія створення
Відкриття музею збіглося із золотою лихоманкою у Вікторії, Мельбурн став найбільшим містом, а штат Вікторія найбагатшим штатом в Австралії.
Тут представлено роботи Антоніса Ван Дейка, Паоло Учелло, Пітера Пауля Рубенса, Рембрандта, Джованні Баттіста Тьєполо, Паоло Веронезе, Клода Моне, Пабло Пікассо та інших відомих живописців. Окрім картин, у галереї представлені артефакти Стародавнього Єгипту, давньогрецькі вази, історична європейська кераміка й низка інших експонатів, що являють історичну й культурну вартість західної цивілізації. Загалом у галереї представлено понад 65 тис. експонатів.

## Школа мистецтв
При галереї з 1867 року працювала школа мистецтв (англ. National Gallery of Victoria Art School), яка до 1910 року була провідною школою мистецтв в Австралії.

## Галерея вибраних експонатів

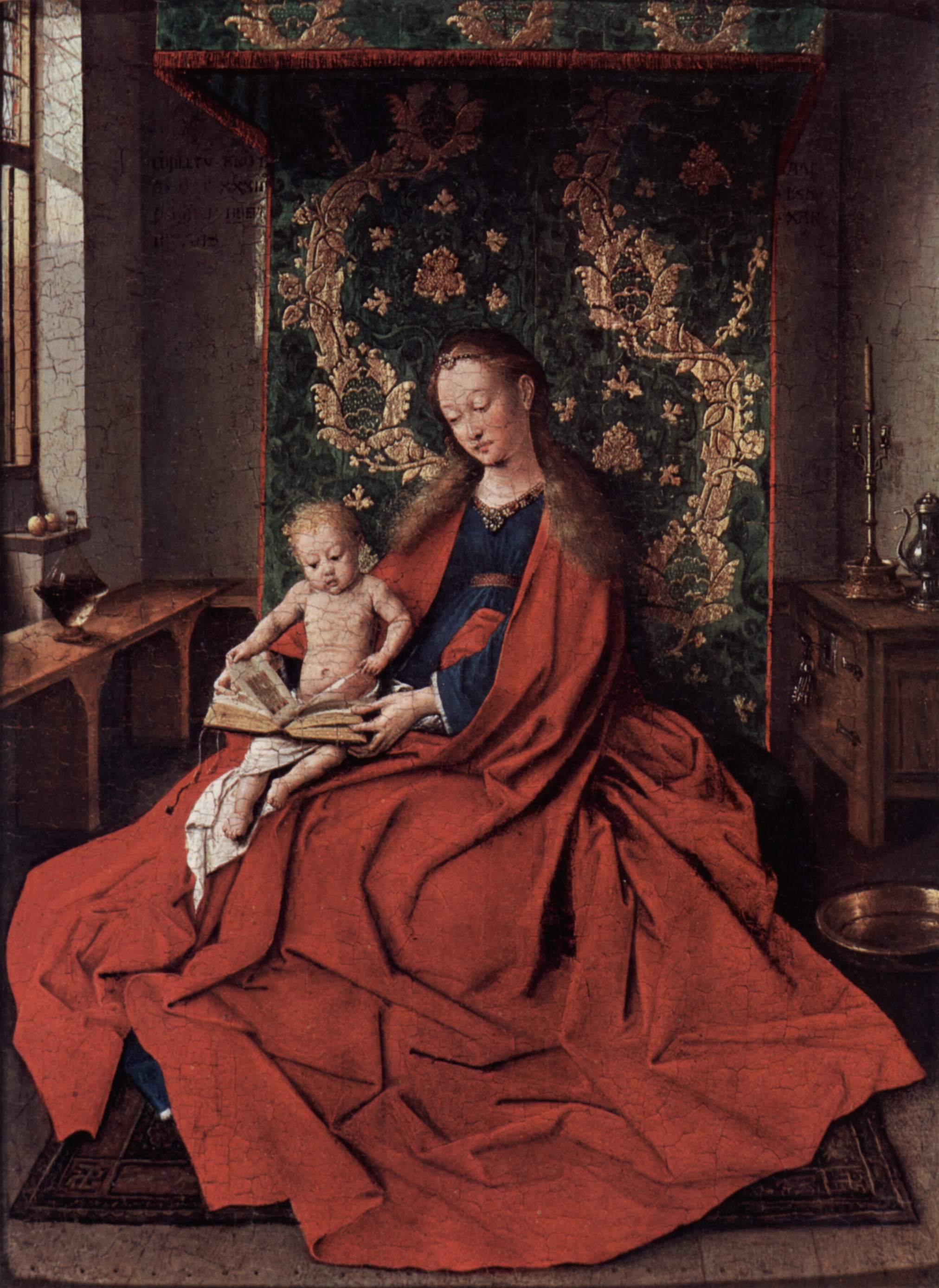
Ян ван Ейк, «Богородиця в інтер'єрі», 1433
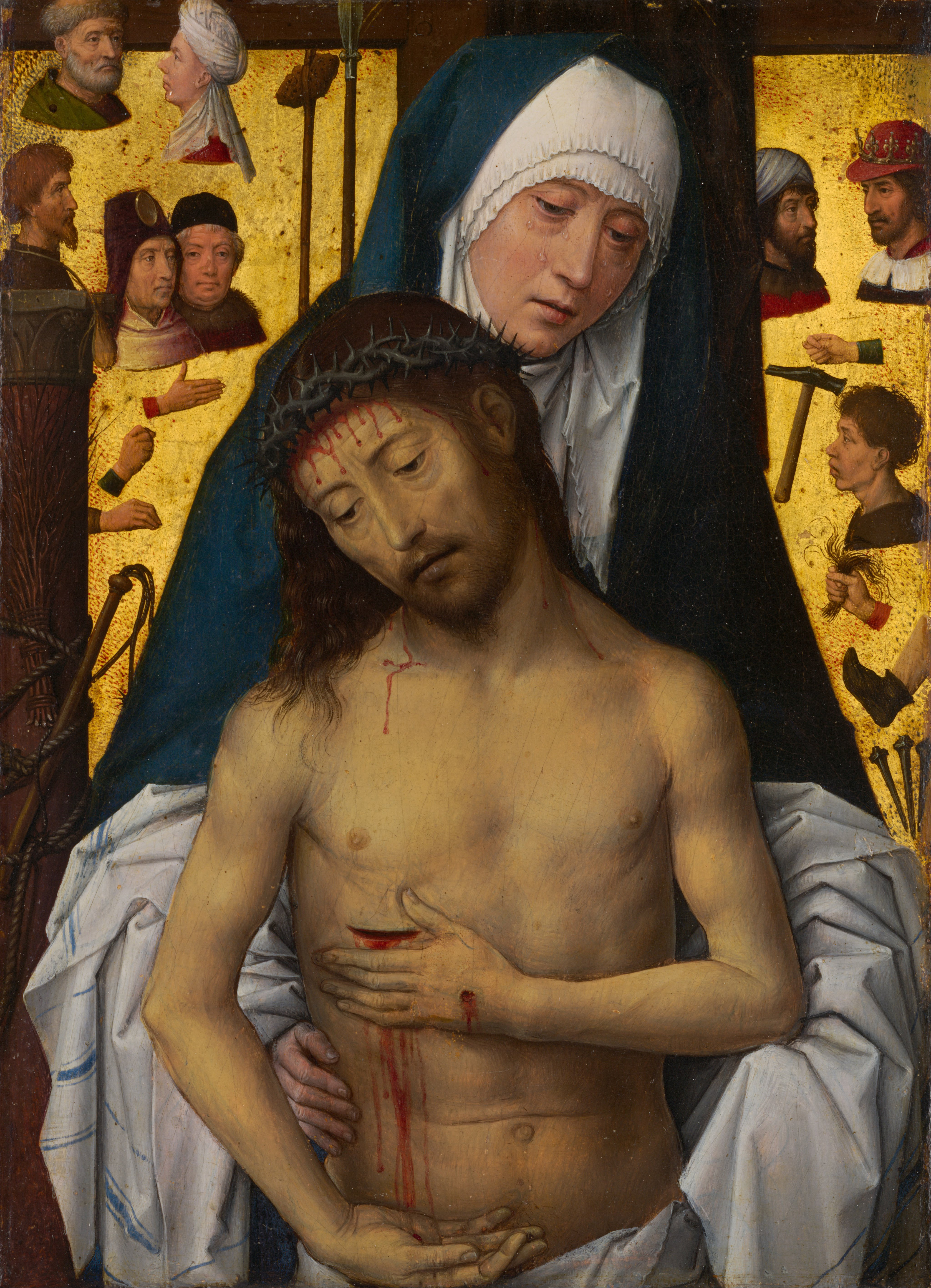
Ганс Мемлінг, «Христос і Богородиця», 1475
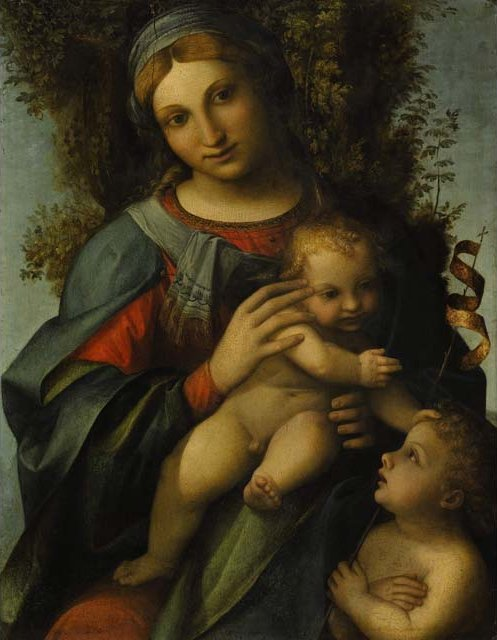
Корреджо, «Мадонна з немовлям і Іваном Хрестителем», 1514
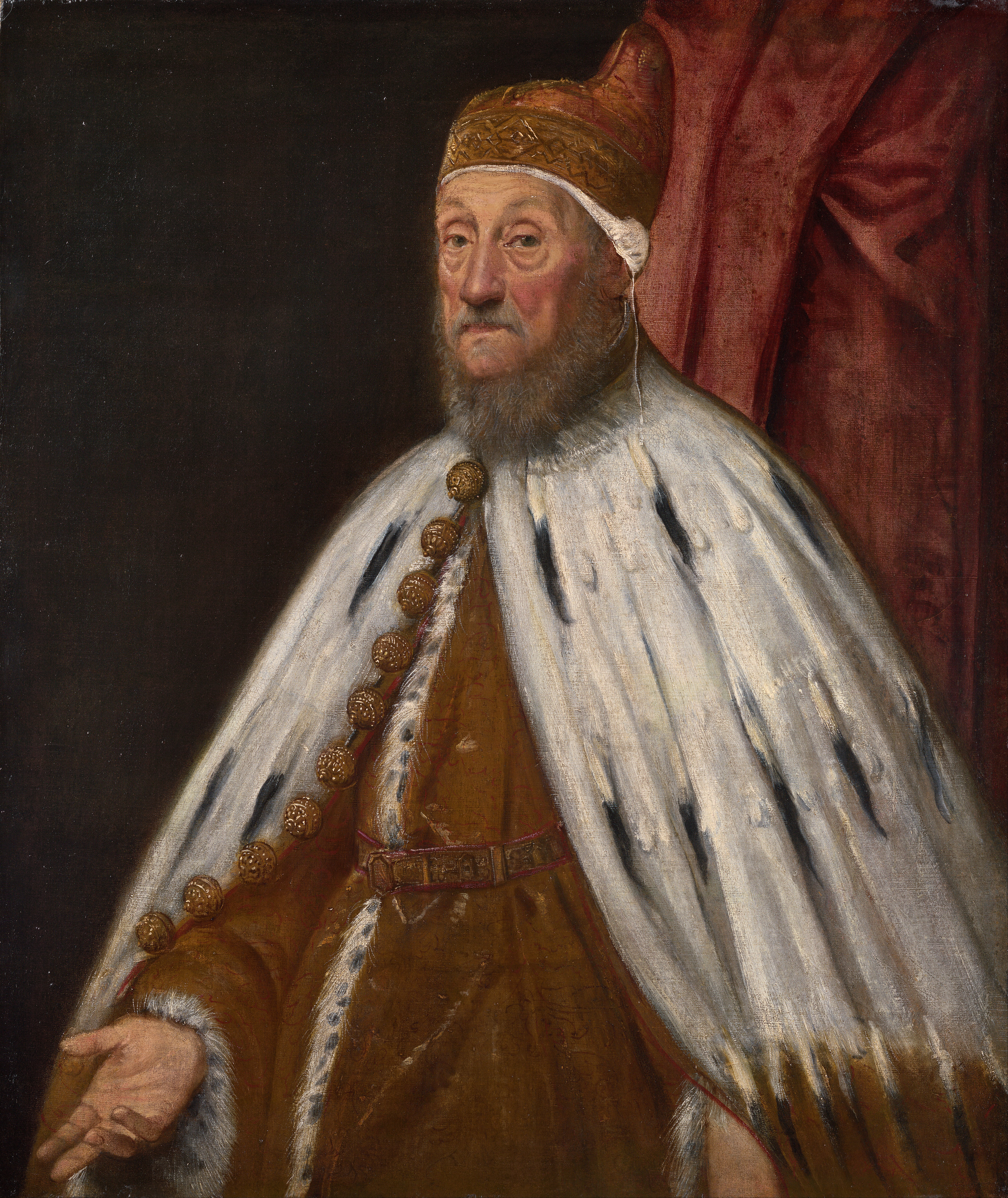
Якопо Тінторетто, «Дож П'єтро Лоредано», 1567—1570
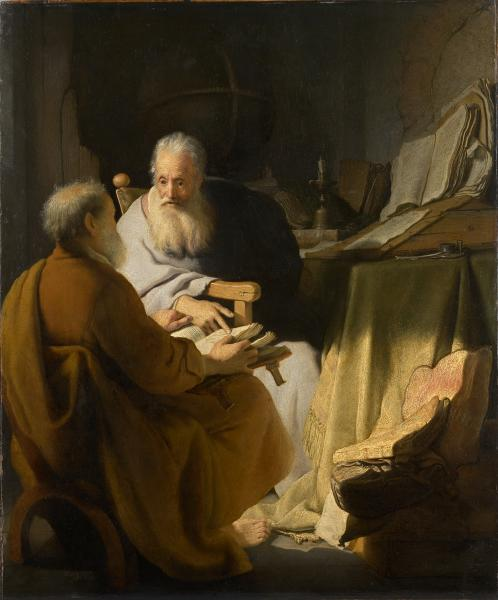
Рембрандт, «Спілкування двох літніх», 1628
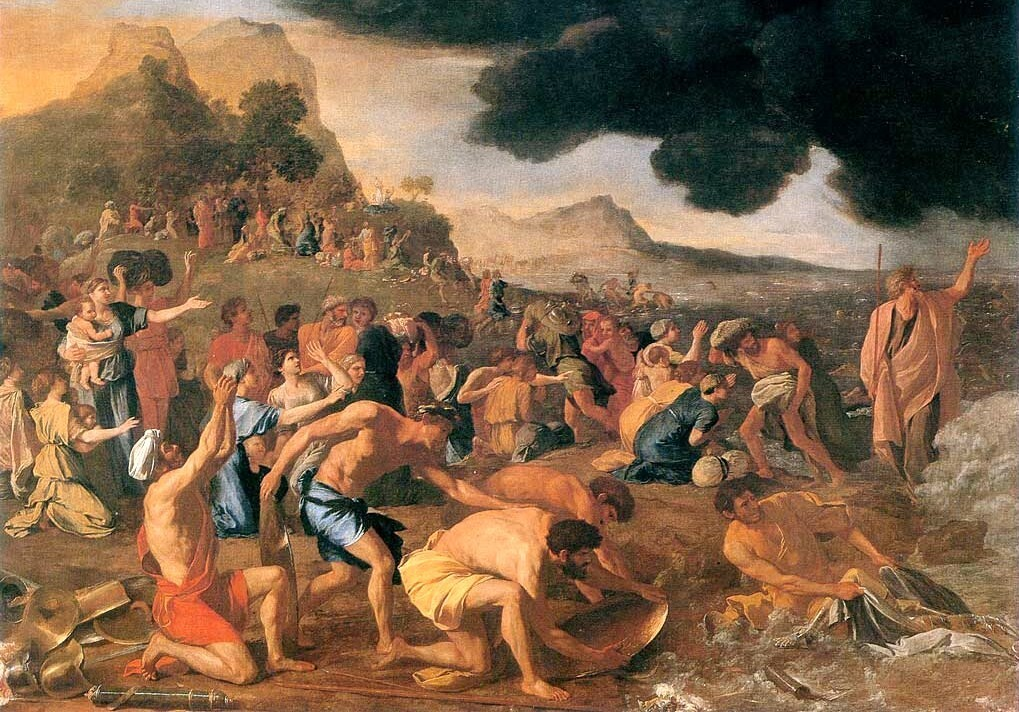
Ніколя Пуссен, «Перехід через Чермне море», 1634
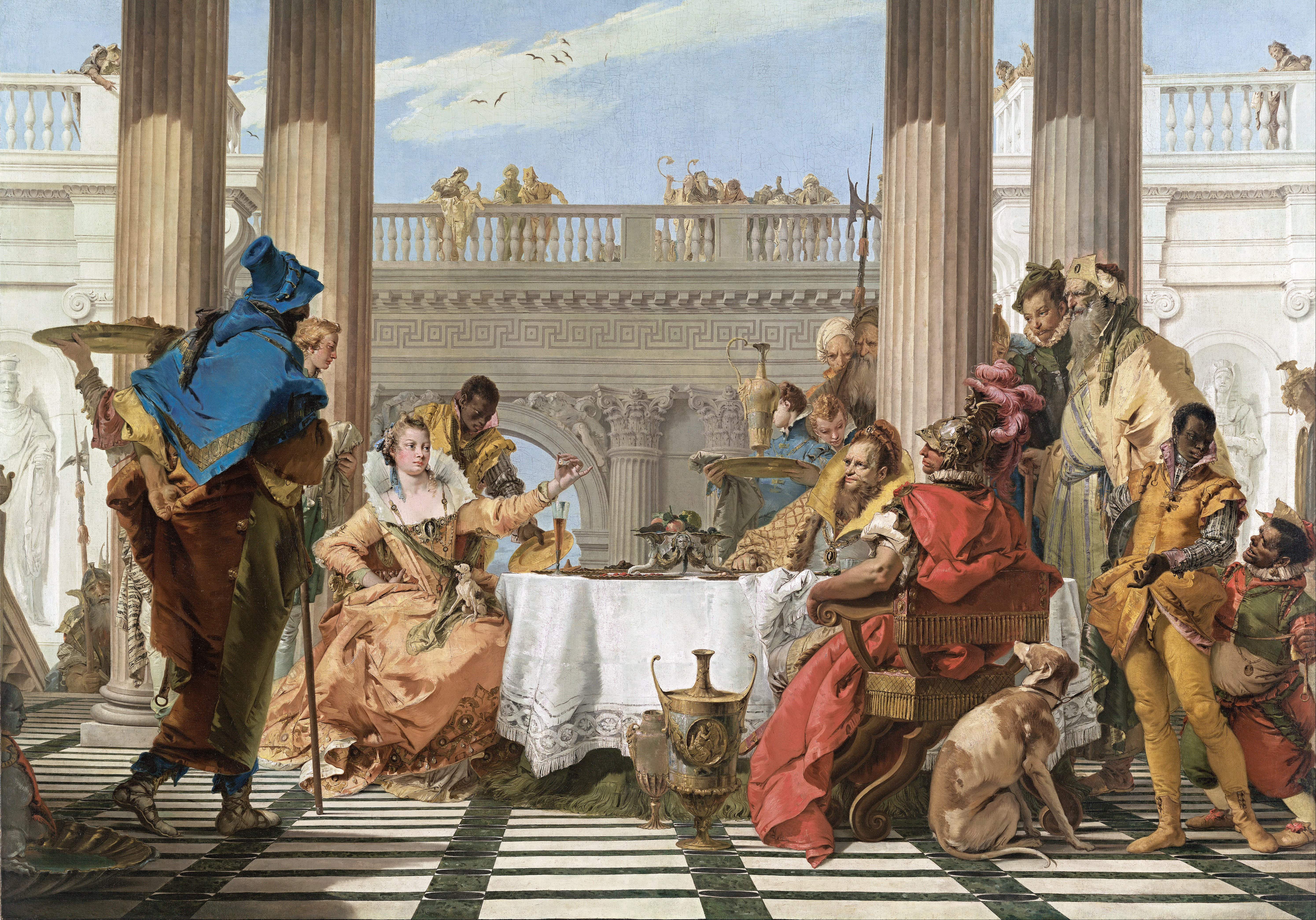
Джованні Баттіста Тьєполо, «Бенкет цариці Єгипту Клеопатри», 1743—1744
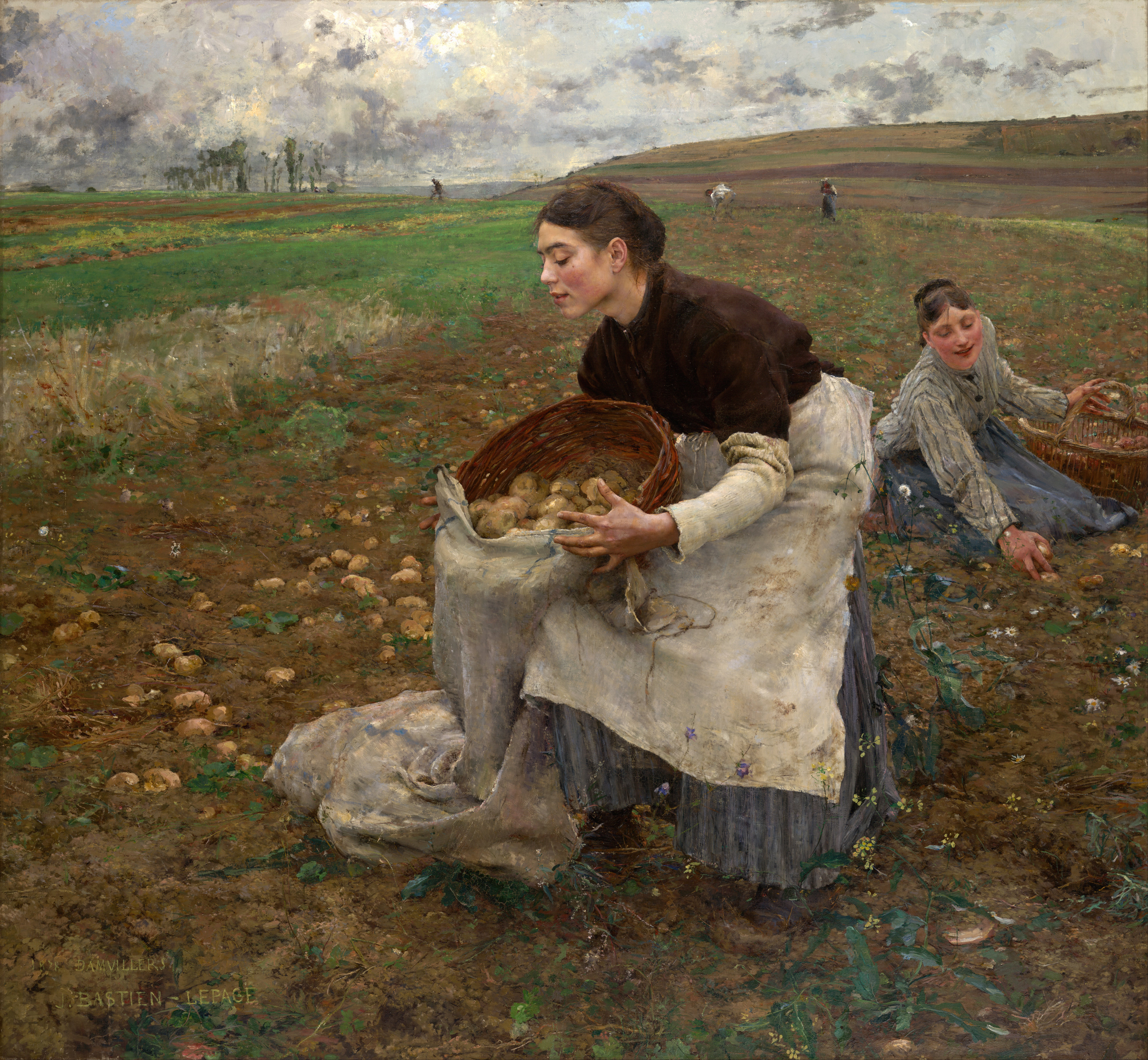
Жуль Бастьєн-Лепаж, «Жовтень», 1878
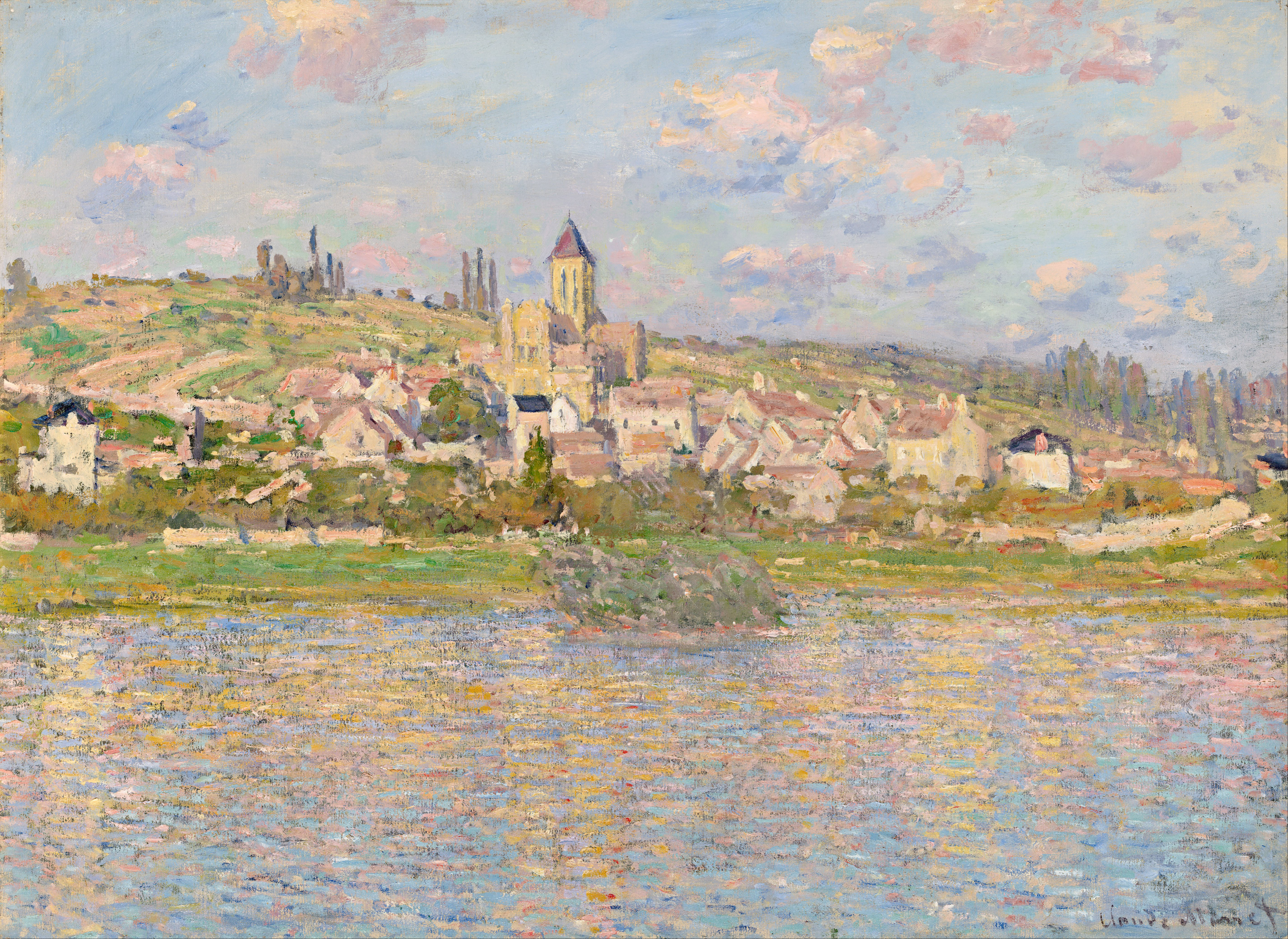
Клод Моне, «Місто Ветей», 1879
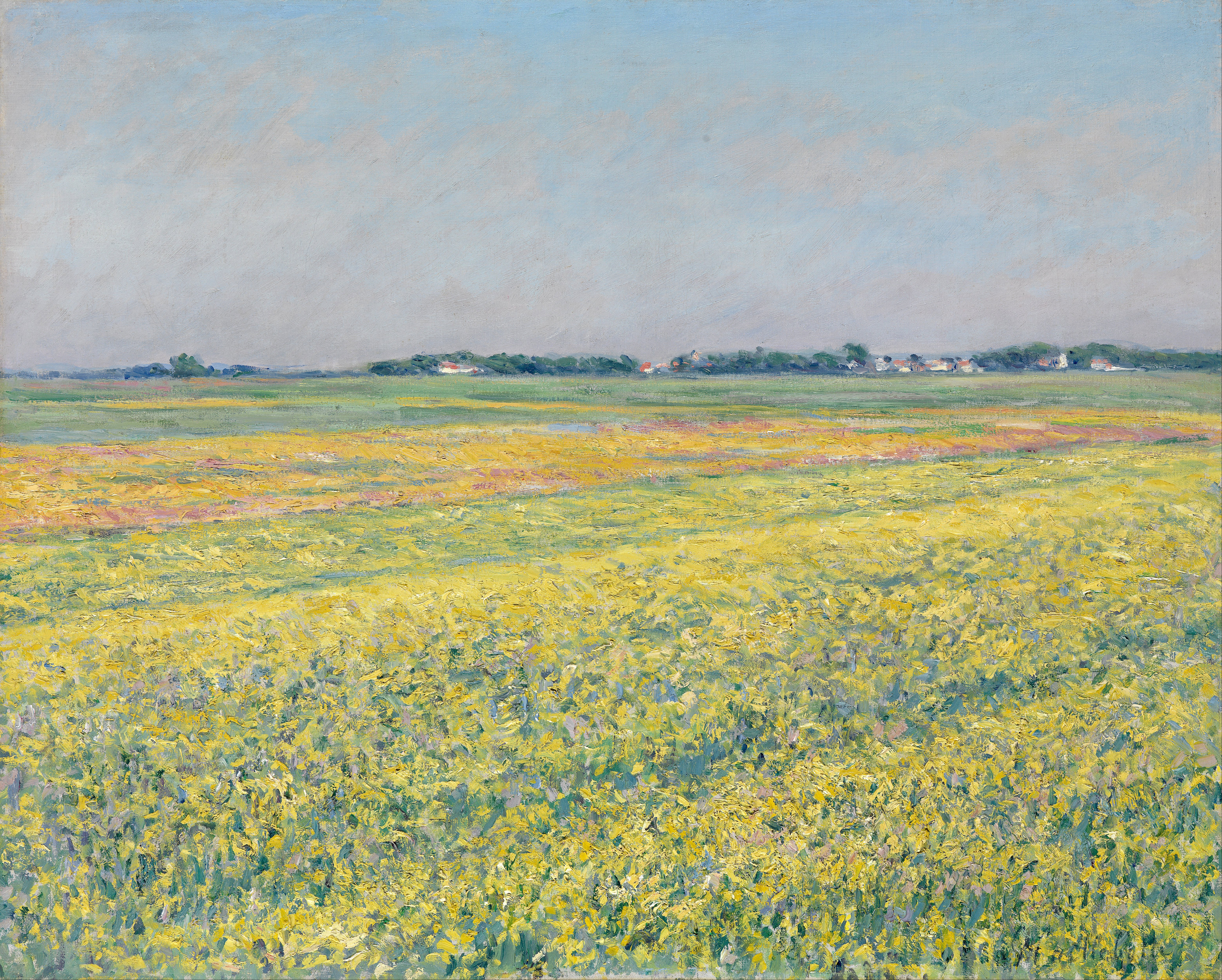
Гюстав Кайботт, «Женевільє, жовті поля», 1884
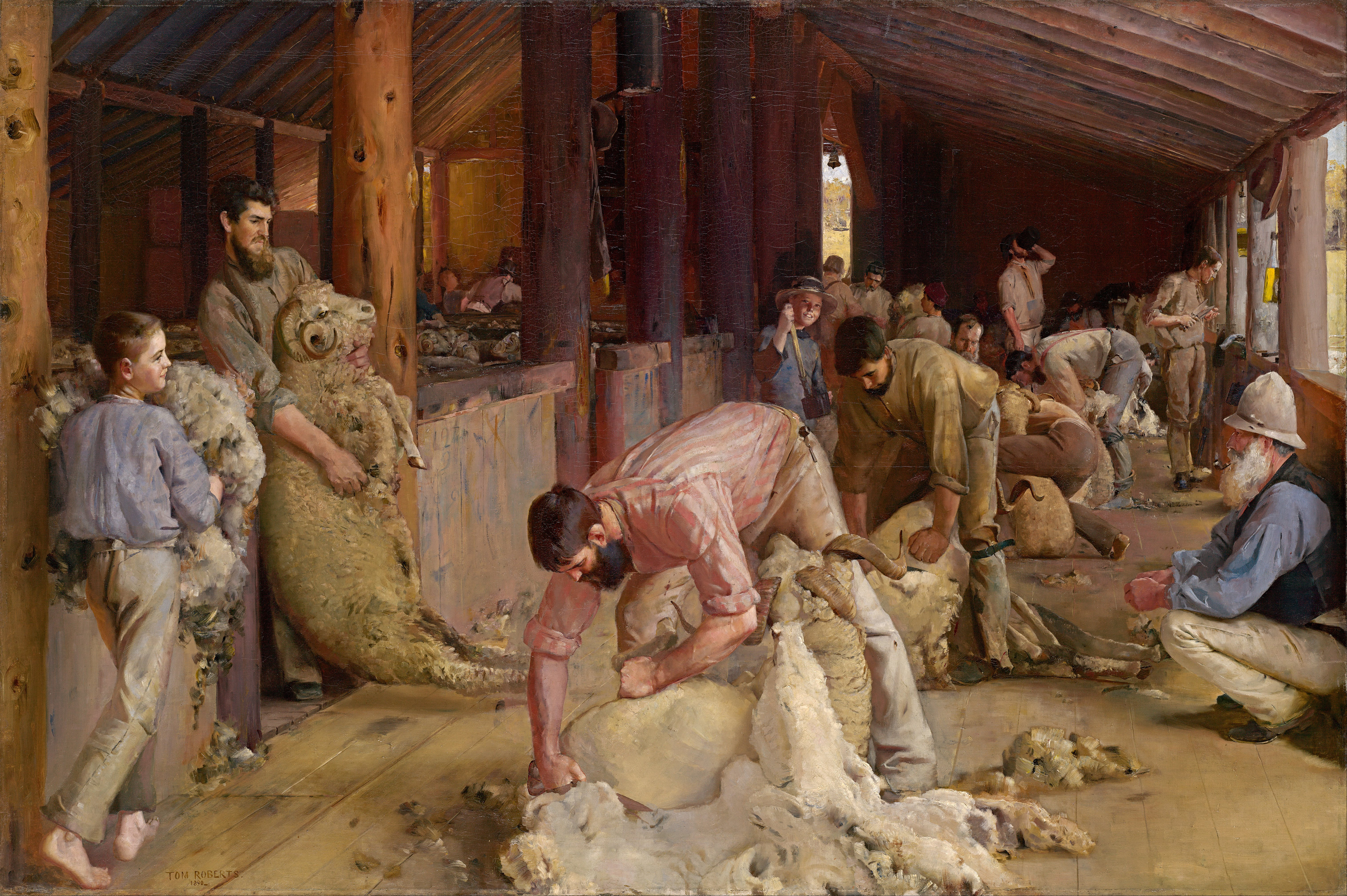
Том Робертс, «Вистригання овець», 1890
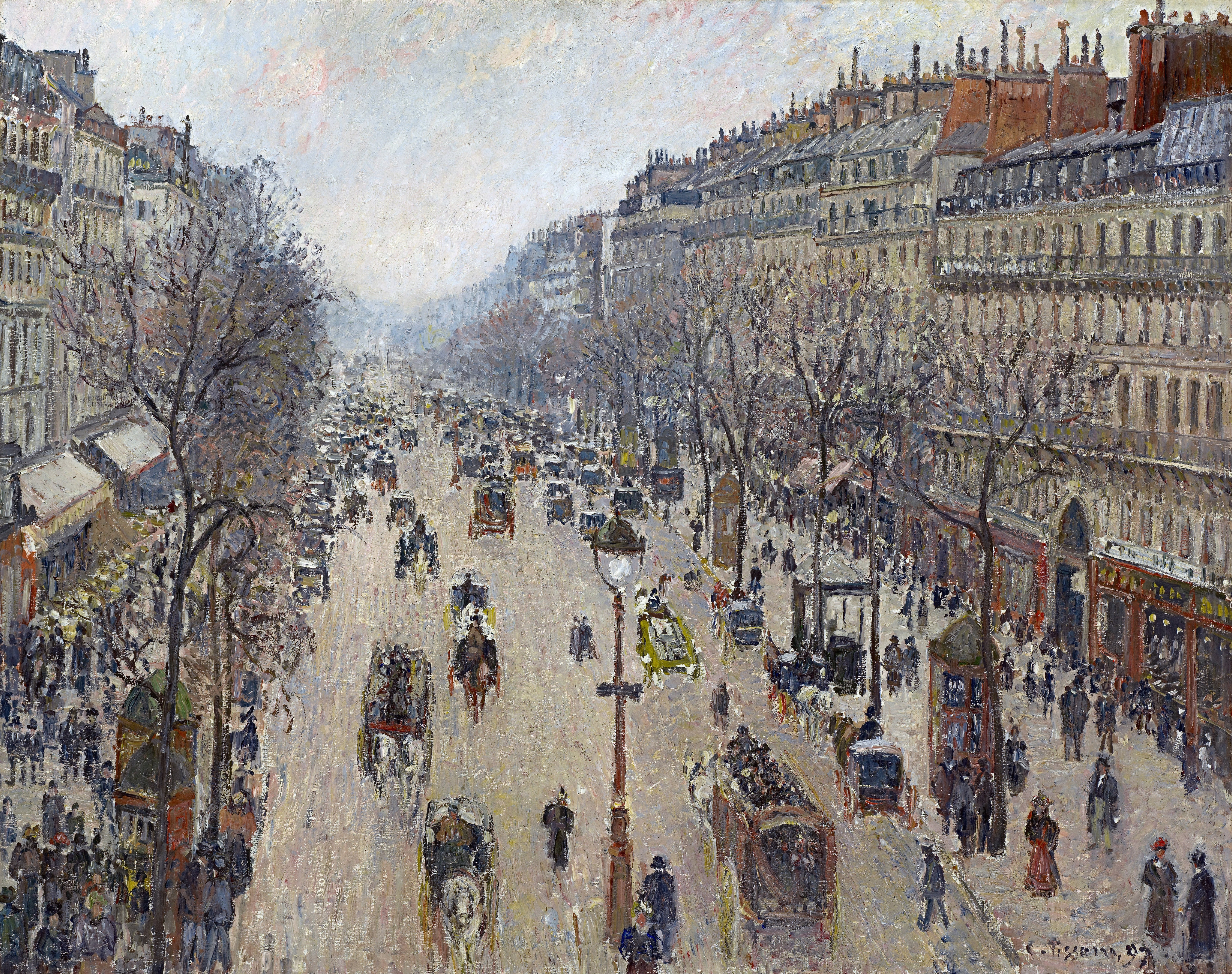
Каміль Піссарро, «Бульвар Монмартр, туманний ранок», 1897

## Крадіжка Пікассо
У 1986 році чоловік чи група людей, що називали себе «Австралійські культурні терористи» (англ. Australian cultural terrorists) викрали з музею полотно Пабло Пікассо — «Жінка, що плаче». Викрадачі заявили що здійснили злочин в знак протесту проти програми розподілу коштів державного бюджету, у якому було виділено недостатньо коштів на розвиток мистецтва. Картина була повернута музею через камеру схову на залізничному вокзалі за тиждень.